# Stiven Mendoza
John Stiven Mendoza Valencia (Palmira, 27 de junho de 1992) é um futebolista colombiano que atua como ponta-esquerda. Joga pelo Athletico Paranaense.

## Carreira
Começou sua carreira pelo Envigado, da Colômbia, depois foi emprestado a outros clubes do país, até que no Deportivo Cali sagrou-se campeão da Supercopa da Colômbia. Em outubro de 2014 disputou a Superliga Indiana pelo Chennaiyin.

### Corinthians
Foi contratado pelo Corinthians em 19 de dezembro de 2014, assinando um vínculo de quatro anos. O atacante estreou no dia 15 de janeiro de 2015, numa derrota por 1 a 0 para o Colônia, em jogo válido pela Florida Cup. Marcou seu primeiro gol pelo Timão no dia 25 de fevereiro, numa vitória por 2 a 0 contra o Linense, fora de casa, válida pelo Campeonato Paulista.
Pelo Corinthians, Speedy fez 25 partidas em 2015, com três gols anotados. Ele fez parte da campanha do título do Campeonato Brasileiro na temporada. Sem se firmar com a camisa alvinegra, no total Mendoza atuou em 31 partidas e marcou três gols.

### Chennaiyin
Assinou com o Chennaiyin, da então recém-fundada Superliga Indiana, no dia 1 de outubro de 2014. O atacante estreou no time capitaneado pelo italiano Marco Materazzi duas semanas depois, em uma vitória por 2 a 1 fora de casa sobre o Goa, substituindo o meia Elano nos últimos 23 minutos. Em 28 de outubro, marcou seus primeiros gols na liga, dois gols no primeiro tempo na goleada por 5 a 1 sobre o Mumbai City no Estádio Jawaharlal Nehru.
Mendoza terminou a temporada com quatro gols em nove jogos, já que Chennaiyin venceu a temporada regular, mas estava ausente devido à lesão, pois foi eliminado nas semifinais dos playoffs da Superliga Indiana de 2014 pelo Kerala Blasters.

### New York City
Em 8 de março de 2016, foi confirmada sua transferência para o New York City, nos Estados Unidos. Sua estreia seria no dia 13 de março, em um empate de dois gols contra o Toronto. Na ocasião, Mendoza atuou durante 23 minutos. Marcou seu primeiro gol pelo clube no dia 30 de abril, dando ao seu time uma vitória por 3 a 2 sobre o Vancouver Whitecaps.

### Amiens
Em 16 de janeiro 2018, foi apresentado como jogador do Amiens da Ligue 2, assinando por três temporadas e meia, sua primeira experiência na Europa. Estreou no dia 17 de janeiro no empate em um gol contra o Montpellier, jogando 77 minutos. Seu primeiro gol foi marcado no dia 10 de fevereiro, numa derrota por 3 a 2 para o Bordeaux, fora de casa.
No Amiens, Mendoza disputou três temporadas inteiras entre 2018 e 2020 no todo, ele atuou em 72 jogos e marcou 14 gols pelo clube francês.

### Ceará
No dia 27 de fevereiro de 2021, Mendoza foi anunciado pelo Ceará.
Encerrou sua passagem pelo time cearense, onde foi destaque com 96 jogos, 24 gols marcados e nove assistências.

### Santos
No dia 8 de dezembro de 2022, foi anunciado pelo Santos para 2023. Após uma temporada em que fora muito criticado pela torcida em 2023, teve seu contratado rescindido em 2024.

### Adana Demirspor
Em 5 de fevereiro de 2024, o Santos anunciou a rescisão contratual, em comum acordo, com Mendoza, que foi transferido para o clube turco Adana Demirspor. O Santos manteve 20% dos direitos econômicos do jogador.

### León
Em 15 de julho de 2024, foi anunciado como novo reforço do León, do México, assinando contrato em definitivo válido por duas temporadas, após passagem pelo Adana Demirspor, da Turquia.

### Athletico Paranaense
Em julho de 2025, o Athletico Paranaense anunciou a contratação do atacante colombiano. O jogador de 33 anos estava no León, do México, e foi indicado pelo técnico Odair Hellmann, com quem trabalhou no Santos.

### Seleção Colombiana
Em 9 de novembro de 2019, Stiven Mendoza foi convocado pela primeira vez para participar de jogos pela Seleção Colombiana.

#### Jogos pelo Corinthians
Expanda a caixa de informações para conferir todos os jogos deste jogador, pelo Corinthians.
| Jogos pelo Corinthians                 | Jogos pelo Corinthians | Jogos pelo Corinthians                                      | Jogos pelo Corinthians | Jogos pelo Corinthians   | Jogos pelo Corinthians | Jogos pelo Corinthians |
|                                        | Data                   | Local                                                       | Resultado              | Adversário               | Gols                   | Competição             |
| 2015                                   | 2015                   | 2015                                                        | 2015                   | 2015                     | 2015                   | 2015                   |
| -------------------------------------- | ---------------------- | ----------------------------------------------------------- | ---------------------- | ------------------------ | ---------------------- | ---------------------- |
| 1.                                     | 15 de janeiro          | ESPN Wide World of Sports Complex, Bay Lake, Estados Unidos | 0–1                    | Colônia                  | 0                      | Florida Cup            |
| 2.                                     | 17 de janeiro          | EverBank Field, Jacksonville, Estados Unidos                | 2–1                    | Bayer Leverkusen         | 0                      | Florida Cup            |
| 3.                                     | 24 de janeiro          | Arena Corinthians, São Paulo, Brasil                        | 3–0                    | Corinthian-Casuals       | 0                      | Amistoso               |
| 4.                                     | 4 de fevereiro         | Arena Corinthians, São Paulo, Brasil                        | 4–0                    | Once Caldas              | 0                      | Libertadores           |
| 5.                                     | 8 de fevereiro         | Allianz Parque, São Paulo, Brasil                           | 1–0                    | Palmeiras                | 0                      | Paulista               |
| 6.                                     | 14 de fevereiro        | Arena Corinthians, São Paulo, Brasil                        | 2–1                    | Botafogo-SP              | 0                      | Paulista               |
| 7.                                     | 18 de fevereiro        | Arena Corinthians, São Paulo, Brasil                        | 2–0                    | São Paulo                | 0                      | Libertadores           |
| 8.                                     | 22 de fevereiro        | Novelli Júnior, Itu, Brasil                                 | 1–1                    | Ituano                   | 0                      | Paulista               |
| 9.                                     | 25 de fevereiro        | Gilbertão, Lins, Brasil                                     | 2–0                    | Linense                  | 1                      | Paulista               |
| 10.                                    | 1 de março             | Arena Corinthians, São Paulo, Brasil                        | 3–0                    | Mogi Mirim               | 0                      | Paulista               |
| 11.                                    | 4 de março             | Nuevo Gasómetro, Buenos Aires, Argentina                    | 1–0                    | San Lorenzo              | 0                      | Libertadores           |
| 12.                                    | 8 de abril             | Barão de Serra Negra, Piracicaba, Brasil                    | 2–2                    | XV de Piracicaba         | 0                      | Paulista               |
| 13.                                    | 11 de abril            | Arena Corinthians, São Paulo, Brasil                        | 1–0                    | Ponte Preta              | 0                      | Paulista               |
| 14.                                    | 16 de abril            | Arena Corinthians, São Paulo, Brasil                        | 0–0                    | San Lorenzo              | 0                      | Libertadores           |
| 15.                                    | 19 de abril            | Arena Corinthians, São Paulo, Brasil                        | 2–2                    | Palmeiras                | 1                      | Paulista               |
| 16.                                    | 22 de abril            | Morumbi, São Paulo, Brasil                                  | 0–2                    | São Paulo                | 0                      | Libertadores           |
| 17.                                    | 10 de maio             | Arena Pantanal, Cuiabá, Brasil                              | 1–0                    | Cruzeiro                 | 0                      | Brasileiro             |
| 18.                                    | 13 de maio             | Arena Corinthians, São Paulo, Brasil                        | 0–1                    | Guaraní                  | 0                      | Libertadores           |
| 19.                                    | 16 de maio             | Fonte Luminosa, Araraquara, Brasil                          | 1–0                    | Chapecoense              | 0                      | Brasileiro             |
| 20.                                    | 24 de maio             | Maracanã, Rio de Janeiro, Brasil                            | 0–0                    | Fluminense               | 0                      | Brasileiro             |
| 21.                                    | 31 de maio             | Arena Corinthians, São Paulo, Brasil                        | 0–2                    | Palmeiras                | 0                      | Brasileiro             |
| 22.                                    | 3 de junho             | Arena do Grêmio, Porto Alegre, Brasil                       | 1–3                    | Grêmio                   | 1                      | Brasileiro             |
| 23.                                    | 6 de junho             | Arena Joinville, Joinville, Brasil                          | 1–0                    | Joinville                | 0                      | Brasileiro             |
| 24.                                    | 13 de junho            | Arena Corinthians, São Paulo, Brasil                        | 2–1                    | Internacional            | 0                      | Brasileiro             |
| 25.                                    | 20 de junho            | Vila Belmiro, Santos, Brasil                                | 0–1                    | Santos                   | 0                      | Brasileiro             |
| 26.                                    | 2 de julho             | Arena Corinthians, São Paulo, Brasil                        | 2–0                    | Ponte Preta              | 0                      | Brasileiro             |
| 27.                                    | 18 de julho            | Arena Corinthians, São Paulo, Brasil                        | 1–0                    | Atlético Mineiro         | 0                      | Brasileiro             |
| 28.                                    | 22 de julho            | Frasqueirão, Natal, Brasil                                  | 1–0                    | ABC                      | 0                      | Amistoso               |
| 29.                                    | 19 de agosto           | Vila Belmiro, Santos, Brasil                                | 0–2                    | Santos                   | 0                      | Copa do Brasil         |
| 2016                                   |                        |                                                             |                        |                          |                        |                        |
| 30.                                    | 17 de janeiro          | FAU Stadium, Boca Raton, Estados Unidos                     | 0–1                    | Atlético Mineiro         | 0                      | Florida Cup            |
| 31.                                    | 23 de janeiro          | Lockhart Stadium, Fort Lauderdale, Estados Unidos           | 0–0                    | Fort Lauderdale Strikers | 0                      | Amistoso               |
| Legenda: Vitórias — Empates — Derrotas |                        |                                                             |                        |                          |                        |                        |

## Estatísticas
Atualizadas até 23 de abril de 2017

### Clubes
| Clube       | Temporada | Campeonato nacional | Campeonato nacional | Copa nacional | Copa nacional | Competições continentais¹ | Competições continentais¹ | Outros torneios² | Outros torneios² | Total | Total |
| Clube       | Temporada | Jogos               | Gols                | Jogos         | Gols          | Jogos                     | Gols                      | Jogos            | Gols             | Jogos | Gols  |
| ----------- | --------- | ------------------- | ------------------- | ------------- | ------------- | ------------------------- | ------------------------- | ---------------- | ---------------- | ----- | ----- |
| Corinthians | 2015      | 10                  | 1                   | 1             | 0             | 6                         | 0                         | 12               | 2                | 29    | 3     |
| Corinthians | 2016      | 0                   | 0                   | 0             | 0             | 0                         | 0                         | 2                | 0                | 2     | 0     |
| Corinthians | 2017      | 0                   | 0                   | 0             | 0             | 0                         | 0                         | 0                | 0                | 0     | 0     |
| Corinthians | Total     | 10                  | 1                   | 1             | 0             | 6                         | 0                         | 14               | 2                | 31    | 3     |
| Total       | Total     | 10                  | 1                   | 1             | 0             | 6                         | 0                         | 14               | 2                | 31    | 3     |

¹Estão incluídos jogos e gols da Copa Libertadores da América e da Copa Sul-Americana

²Estão incluídos jogos e gols pelo Campeonato Paulista, torneios amistosos e amistosos

### Campeonatos
| Competição            | Partidas | Gols | Média |
| --------------------- | -------- | ---- | ----- |
| Amistosos¹            | 6        | 0    | 0,00  |
| Campeonato Paulista   | 8        | 2    | 0,25  |
| Campeonato Brasileiro | 10       | 0    | 0,00  |
| Copa do Brasil        | 1        | 0    | 0,00  |
| Copa Sul-Americana    | 0        | 0    | 0,00  |
| Copa Libertadores     | 6        | 0    | 0,00  |
| TOTAL                 | 31       | 3    | 0,09  |

¹Estão incluídos jogos e gols de amistosos e torneios amistosos

## Títulos
Deportivo Cali
- Superliga da Colômbia: 2014

Chennaiyin
- Superliga Indiana: 2015

Corinthians
- Campeonato Brasileiro: 2015

### Artilharias
- Superliga Indiana: 2015 (13 gols)